# Лео Таксиль
Лео́ Такси́ль (фр. Léo Taxil, настоящее имя Мари Жозеф Габриэль Антуан Жоган-Пажес, фр. Marie Joseph Gabriel Antoine Jogand-Pagès; 21 марта 1854, Марсель — 31 марта 1907, Со) — французский писатель, журналист и общественный деятель, известный противник клерикализма, автор неоднократно издававшихся в СССР антирелигиозных произведений. На Западе Таксиль известен прежде всего продолжавшимся 12 лет масштабным «антимасонским» розыгрышем с целью дискредитировать Римско-католическую церковь, жертвами которого стали папа римский и многие французские священники.

## Биография
Родился в Марселе в семье торговца скобяными изделиями Шарля Франсуа Мари Жогана. Мать, Жозефина Франсуаза Антуанетта Пажес, также происходила из семьи торговцев. Семья была очень религиозна, среди его двоюродных ближайших родственников были священник и монахиня. Старший брат Таксиля, Морис (1850—1917), стал также журналистом-антиклерикалом и автором популярных романов.
С пятилетнего возраста Габриэль воспитывался в иезуитском монастыре, откуда вынес стойкое отвращение к религии. В возрасте четырнадцати лет он окончательно отошёл от религии и вместе со своим старшим братом попытался бежать в Брюссель, но был задержан жандармерией. По настоянию отца Габриэль стал студентом марсельского лицея Тьера, но был оттуда исключён после того, как возглавил студенческие бунты против администрации.
Некоторое время занимался журналистикой с отчётливым антиклерикальным уклоном, выбрав себе псевдоним «Лео Таксиль». Вскоре стал известен как убеждённый сторонник республиканского строя. В 1879 году предстал перед судом присяжных Сены за «оскорбление религии, признанной государством, и оскорбление общественной морали», но был оправдан.

### Антирелигиозные произведения
В 1879 году в Париже вышла его книга «Скуфья и скуфейники», которая должна была показать читателям отрицательные стороны папства. В русском издании книга называется «Священный вертеп». Это своеобразная история папства почти за девятнадцать столетий. Целью Таксиля было показать мрачную картину: 
…ложь, предательство, убийство, стяжательство, разврат — вот основные деяния тех, кто провозглашал себя наместниками Бога на земле, проповедовал терпение, кротость и смирение.
В 1879—1884 годах написаны также сатирические антирелигиозные памфлеты: «Любовные похождения папы Пия IX», «Сын иезуита», «Семейство Борджиа», «Отравитель Лев XIII и пять миллионов каноников» и другие.
Также среди произведений Лео Таксиля «Забавная Библия» (фр. La Bible amusante, 1882), где Таксиль высмеивает текст Ветхого Завета, кроме того, указывая на неточности в понимании этой книги людьми, и «Забавное Евангелие, или Жизнь Иисуса» (1884), где предметом пародии выступает Новый Завет.

Книги Таксиля неоднократно переводились в СССР и других социалистических странах в период господства государственного атеизма. Характерный комментарий к советскому изданию «Забавного Евангелия»: 
В яркой, остроумной форме автор раскрывает многочисленные противоречия Нового завета, мифичность евангельских легенд о «жизни и деяниях» христианского мессии. У читателя не остаётся сомнений в том, что евангелие не содержит ничего божественного, а представляет собой сборник древних легенд, написанных разными людьми и в разное время.

### Мистификация разоблачения масонства
В 1885 году Лео Таксиль заявил о своём переходе в католицизм, был принят в лоно католической церкви и отрёкся от своих прежних работ, которые он писал для Антиклерикального союза. Это послужило причиной его исключения из союза три месяца спустя. В 1890-х он написал ряд произведений, в которых разоблачается масонство, описываются тайные связи масонов с Сатаной, скрытое процветание сатанизма среди последователей тамплиеров. Самым крупным трудом Таксиля в этот период стала написанная в соавторстве с Карлом Хаксом книга «Дьявол в XIX веке», в которой описывались откровения мисс Дианы Воган, раскаявшейся верховной жрицы масонского тайного общества «Палладиум», члены которого предавались сатанинским ритуалам и вынашивали планы о мировом владычестве. Книга была написана под псевдонимом «доктор Батейль» и имела большой успех. Также им была опубликована книга «Антихрист, или Происхождение франкмасонства». Эти книги были переведены на многие языки.
В 1896 году он стал одним из организаторов антимасонского церковного конгресса в Тренто. Некоторые делегаты этого конгресса выразили сомнение в существовании Дианы Воган и достоверности её книги. В ответ на это Таксиль пообещал представить мисс Воган общественности на заседании в Большом зале Географического общества в Париже 19 апреля 1897 года. В своей речи на этом собрании он заявил, что на протяжении последних двенадцати лет разыгрывал католическую церковь при помощи двух своих друзей, доктора Карла Хакса и профессиональной машинистки Дианы Воган, сыгравшей роль раскаявшейся «палладистки». Впоследствии эту речь целиком перепечатали ведущие французские газеты. Несмотря на собственное разоблачение, многие отказывались верить признаниям Таксиля, и элементы созданной им теории заговора масонов-палладистов используются сторонниками подобных теорий по сей день.
В некоторых советских источниках утверждается, что после признания Таксиля папа Лев XIII отлучил его от церкви и предал анафеме:

Мы, — говорилось в папской булле, — провозглашаем, что отлучаем от церкви и анафематствуем того злодея, который именуется Львом Таксилем, и изгоняем его от дверей святой Божией Церкви… Да будет он проклят всюду, где бы он ни находился: в доме, в поле, на большой дороге, на лестнице, в пустыне и даже на пороге церкви. Да будет он проклят в жизни и в час смерти. Да будет проклят он во всех делах его, когда он пьёт, когда он ест, когда он алкает и жаждет… Да будет проклят он во всех частях своего тела, внутренних и внешних… Да будет он проклят во всех суставах членов его, чтобы болезни грызли его от макушки головы до подошвы ног…— Вступительная статья М. С. Беленького к «Забавной Библии», 1976 г.

### Последние годы
После своей скандальной мистификации Лео Таксиль возобновил карьеру антиклерикального автора, переиздав произведения, написанные до своего «обращения», и опубликовал несколько новых книг и журналов. Издал два порнографических романа без антиклерикального подтекста. С 1904 года под именем «Жанна Саварин» он издал ряд практических пособий для домохозяек (кулинария, домашнее хозяйство)..
Он поселился около 1899 года в парижском предместье Со. За несколько месяцев до смерти он тщетно пытался убедить издателей опубликовать его произведения, вёл скромный образ жизни, работая корректором в типографии. Он умер 31 марта 1907 года практически забытым.

## Культурное наследие
Писатель М. А. Орлов в книге «История сношений человека с дьяволом» (1904) вполне серьёзно рассказывает о псевдомасонских обрядах, взятых из работы «доктора Батайля» «Дьявол в XIX веке» в заключительном, четвёртом разделе книги, названном «Демонизм в последние столетия».
Умберто Эко описывает историю создания антимасонских произведений Лео Таксиля в своём романе «Пражское кладбище».

## Русские переводы
- Занимательная Библия. т. 1-3. — М.: Атеист, 1925—1928.
- Занимательное Евангелие. — М.: Безбожник, 1930.
- Забавная Библия. — М.: Госполитиздат, 1961.
- «Забавное Евангелие». — М.: Политиздат, 1963.
- Священный вертеп. — М.: Атеист, 1930.
- Священный вертеп. — М.: Политиздат, 1965.
- Забавная Библия. — М.-Минск: Русская Правда, 2013.
- Забавное Евангелие. — М.-Минск: Русская Правда, 2019.
- Священный вертеп. — М.: Русская Правда, 2008.